# Chožov
Chožov (tyska: Koschow) är en ort i Tjeckien.   Den ligger i regionen Ústí nad Labem, i den nordvästra delen av landet, 50 km nordväst om huvudstaden Prag. Chožov ligger 226 meter över havet och antalet invånare är 564.